# (68) Leto
(68) Leto es un asteroide perteneciente al cinturón de asteroides descubierto por Karl Theodor Robert Luther desde el observatorio de Düsseldorf-Bilk, Alemania, el 29 de abril de 1861.
Está nombrado por Leto, un personaje de la mitología griega.

## Características orbitales
Leto orbita a una distancia media del Sol de 2,781 ua, pudiendo acercarse hasta 2,26 ua. Su inclinación orbital es 7,972° y la excentricidad 0,1872. Emplea 1694 días en completar una órbita alrededor del Sol.